# Amardopsis
Amardopsis is een geslacht van eenoogkreeftjes uit de familie van de Anchimolgidae. De wetenschappelijke naam van het geslacht is voor het eerst geldig gepubliceerd in 1974 door Humes.

## Soorten
- Amardopsis merulinae Humes, 1974